# Curcuma rhabdota
Curcuma rhabdota är en enhjärtbladig växtart som beskrevs av Sirirugsa och M.F.Newman. Curcuma rhabdota ingår i släktet Curcuma och familjen Zingiberaceae. Inga underarter finns listade i Catalogue of Life.